# Ђексон
Немања Ђерић (Београд, 19. мај 1989), познатији као Ђексон, српски је репер који се прославио као део реп групе Куртоазија, пре него што је почео да објављује као соло извођач. Учествовао је у ријалити програму Задруга.

## Дискографија
Као део групе Куртоазија

### Албуми
- Из свемира (2013, Малахит дигитал)
- Ту (2016, Малахит дигитал)

### Синглови
- У мојој руци је топ (2013)
- Баново брдо (2013)
- Без мене си ништа (2013) са Иваном Зечевић
- Ја ти се допадам (2013)
- Ја сам Растаман (2014)
- Ново лето (2015) са Груом
- Вагабундо (2016) са Ђансом
- Ја те хвалим (2016) са Сале Тру
- Све је добро кад је лоше (2016) са Сале Тру
- Вазда (2016)
- Мачка (2016)
- Оле оле (2016)
- Фејк (2017) са Ем-Си Стојаном
- Богата (2017) са Ем-Си Стојаном
- Њами њами (2017) са Ем-Си Стојаном
- Водка и мартини (2017) са Ем-Си Стојаном
- За моје очи (2017)[2]

Као соло извођач

### Албуми
- Трауме (2016, Малахит дигитал)
- Трауме 2 (2017, Малахит дигитал)
- Трауме 3 (2021, Малахут дигитал)

### Синглови
- Резервисано (2017) са Сањом Вучић
- Педала (2017)
- Ма где год била (2018) са Лепим Мићом
- Нисам крив (2018)
- Тројка (2018)
- Перверзна (2019) са Цојом
- Игра (2019) са Цојом
- Како си спавала (2019)
- Црна као ноћ (2019) са Леоном
- Вози ме (2019) са Леоном
- Лоша репутација (2019)
- Пун тањир (2019) са Филипом Ђукићем и Ди џеј Небом
- Ае пали (2019) са Мајк Рајдом
- Секс који хода (2019) са Јанг Палком
- Латина (2020) са Цојом и Јанг Палком
- Лоша девојка (2020) са Саром Рељић
- Бквлн (2020)
- Бам бам (2020)
- Нека луђа (2020)
- Ти си та (2020) са Јанг Палк
- Мејша (2021) са Цојом
- Оно нешто (2021) са ЛКВ и Оггијем
- Штикле (2022) са Цојом
- Газа (2022) са Цојом
- Кидам како возим (2023) са Цојом и Лацкуом
- Мало само (2023) са Цојом
- Мерцедецц (2023) са Цојом, Десингерицом и Пљугицом
- Јој јој (2023)
- Саки (2023)
- Око моје (2024) са Леоном
- М3 (2024) са Цојом
- Кемиш (2024) са Газда Пајом
- Пенетрацциа (2024) са Десингерицом
- Пумпалицца (2025) са Десингерицом
- Хаљиница (2025)